# NGC 4901
NGC 4901 је спирална галаксија у сазвежђу Ловачки пси која се налази на NGC листи објеката дубоког неба.
Деклинација објекта је + 47° 12' 22" а ректасцензија 12h 59m 56,3s. Привидна величина (магнитуда) објекта NGC 4901 износи 14,6 а фотографска магнитуда 15,4. NGC 4901 је још познат и под ознакама UGC 8112, MCG 8-24-19, CGCG 245-9, NPM1G +47.0239, PGC 44684.